# 1432

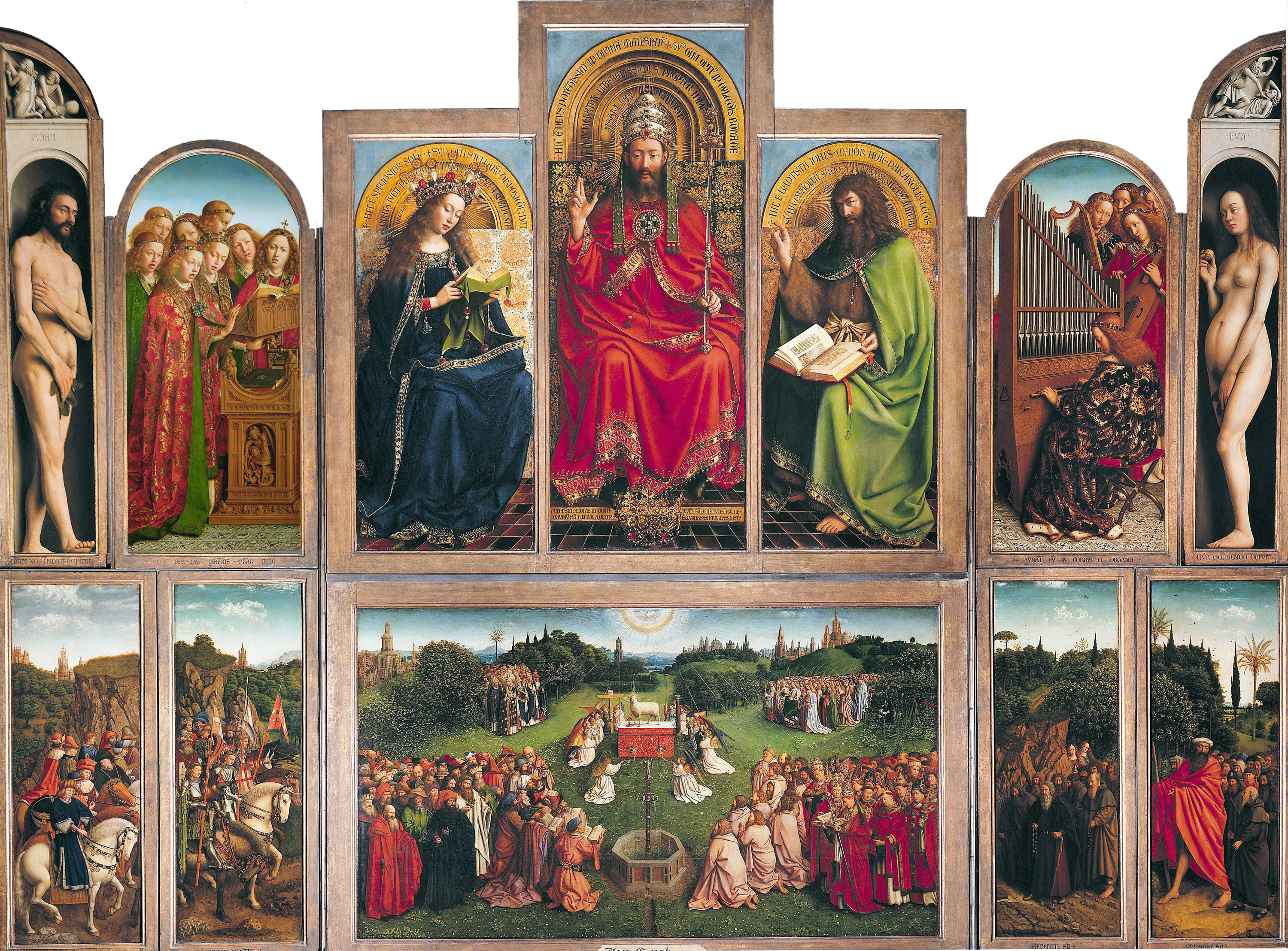
Het Lam Gods (gebroeders Van Eyck, voltooid 1432)

Het jaar 1432 is het 32e jaar in de 15e eeuw volgens de christelijke jaartelling.

## Gebeurtenissen
- februari - Het Concilie van Bazel vaardigt een decreet uit om paus Eugenius IV op te roepen in Bazel te verschijnen.
  - Tegen het eind van het jaar herroept Eugenius IV onder invloed van keizer Sigismund zijn beslissing om het concilie naar Ferrara te verplaatsen. Hij komt echter nog steeds niet naar Bazel en laat zich daar door legaten vertegenwoordigen.
- 6 mei - Het Lam Gods van Hubert en Jan van Eyck wordt officieel geïnstalleerd in de Sint-Baafskathedraal in Gent.
- 31 augustus - Lodewijk III van Anjou trouwt met Margaretha van Savoye.
- 10 december - Paus Eugenius IV erkent Rudolf van Diepholt als bisschop van Utrecht, waarmee het Utrechts Schisma in een nieuwe fase belandt. Voormalige bisschop Zweder van Culemborg wordt benoemd tot titulair bisschop van Caesarea.
- Het Vorstendom Achaje wordt veroverd door de Ottomanen.
- De Jalayiriden worden definitief verslagen door de Kara Koyunlu.
- Frank van Borssele en Jacoba van Beieren treden in het geheim in het huwelijk. Jacoba schendt daarmee de Zoen van Delft. Filips de Goede neemt Frank gevangen en eist dat Jacoba voorgoed van haar titels afstand doet.
- Unie van Grodno: Polen en Litouwen bevestigen het Pact van Vilnius en Radom.
- Het woiwodschap Roethenië wordt gecreëerd.
- Gonçalo Velho Cabral doet ontdekkingen in de Azoren.
- Mantua wordt verheven van een heerlijkheid onder een kapitein-generaal tot een markgraafschap.
- Brunswijk-Wolfenbüttel wordt verdeeld in Calenberg onder Willem I en Brunswijk-Wolfenbüttel onder Hendrik de Vredelievende.
- De Universiteit Leuven wordt uitgebreid met een faculteit godgeleerdheid.
- Wieringen ontvangt stadsrechten.
- In Florence wordt de commissie van de Officieren van de Nacht (Gli Ufficiali di Notte) ingesteld om op te treden tegen sodomie.
- Bertrandon de la Broquière vertrekt als spion voor een geplande kruistocht van Filips de Goede naar het Ottomaanse Rijk en het oostelijke Middellandsezeegebied.

## Opvolging
- koninkrijk Cyprus - Janus opgevolgd door zijn zoon Jan II
- Granada - Yusuf IV als opvolger van Mohammed IX, op zijn beurt opgevolgd door Mohammed IX
- Lan Xang - Kong Kham opgevolgd door zijn broer Kham Ta Sa, op diens beurt opgevolgd door zijn broer Lue Sai
- Litouwen - Švitrigaila opgevolgd door Sigismund Kęstutaitis
- Manipur - Pengshiba opgevolgd door Ningthou Khomba
- Moldavië - Alexander de Goede opgevolgd door Iliaș
- Sicilië (onderkoning) - Niccolò Speciale opgevolgd door Pedro Felice
- Tibet - Dragpa Gyaltsen opgevolgd door zijn neef Dragpa Jungne
- Utrecht - Zweder van Culemborg opgevolgd door Rudolf van Diepholt

## Afbeeldingen

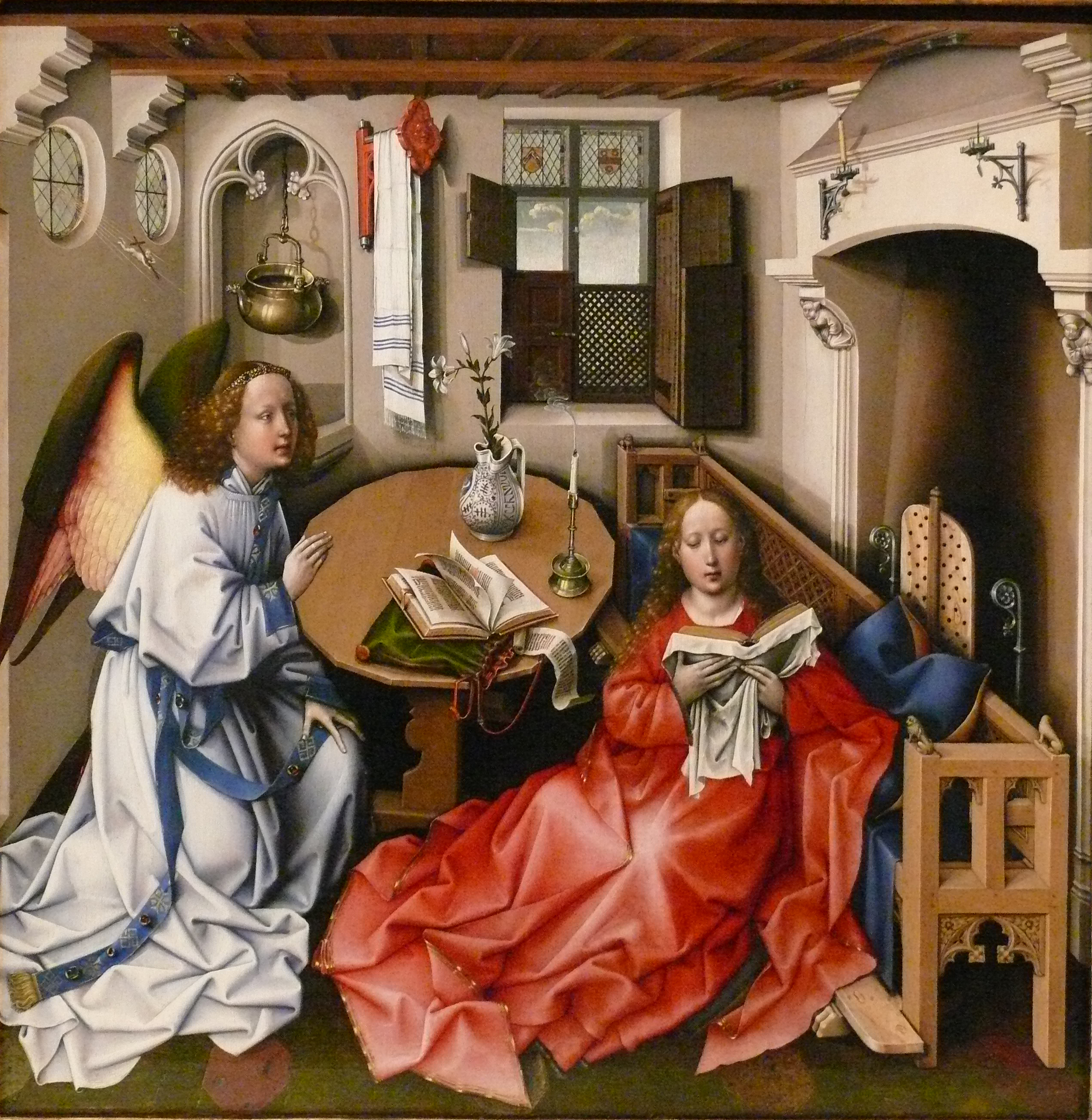
Robert Campin: Mérode-altaarstuk (middenpaneel)
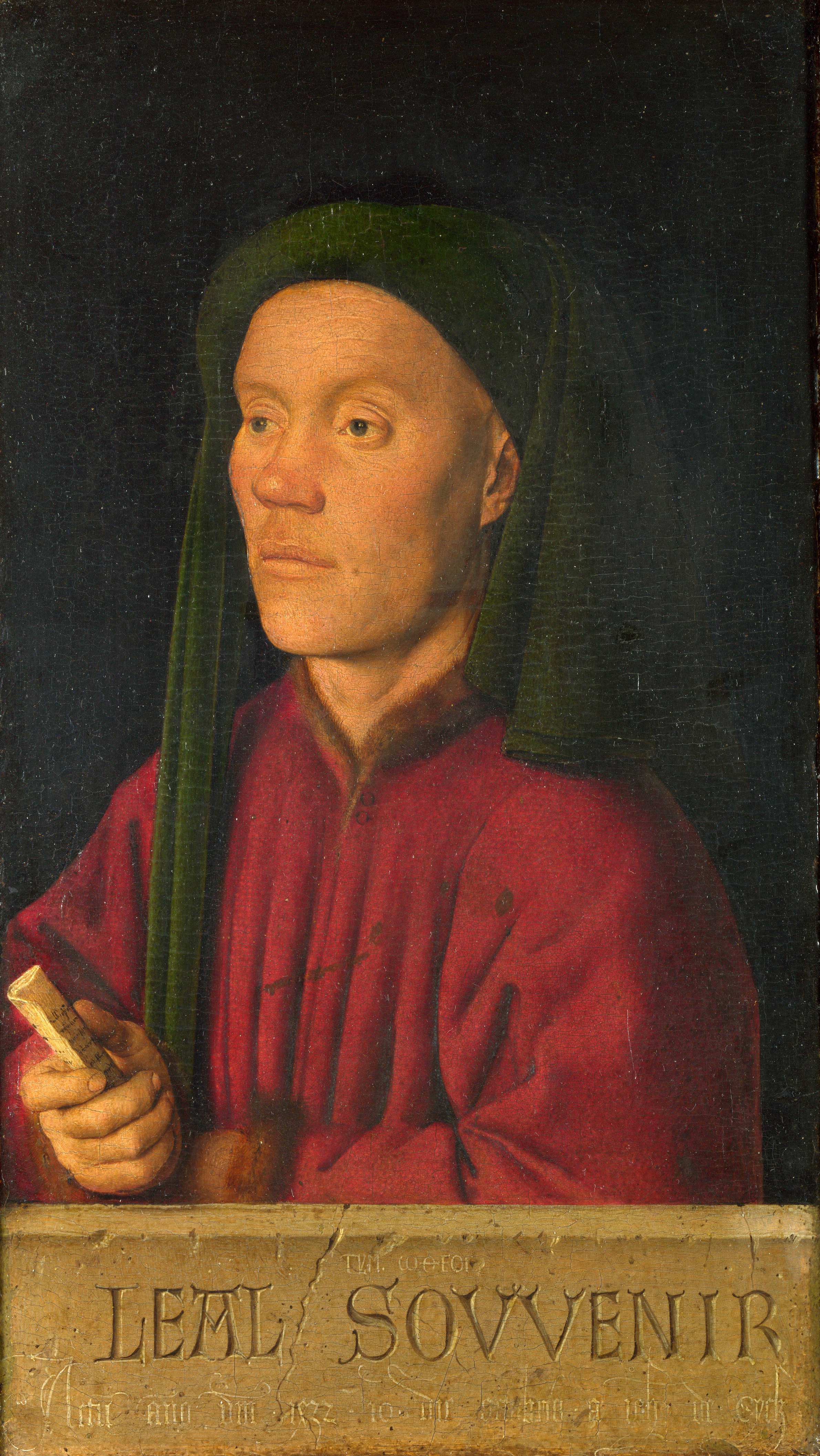
Jan van Eyck: Léal Souvenir

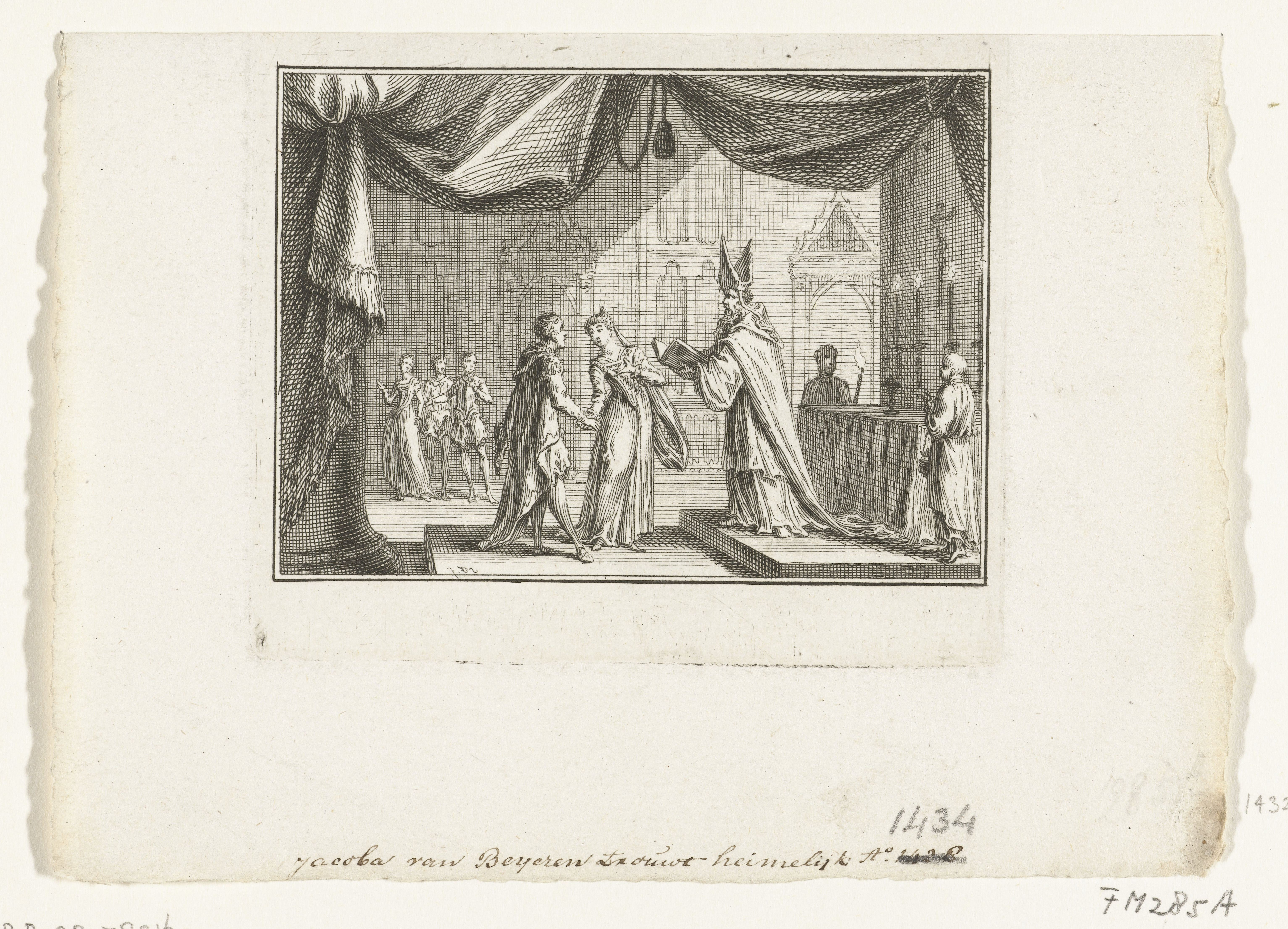
Geheime huwelijk van Jacoba van Beieren en Frank van Borssele
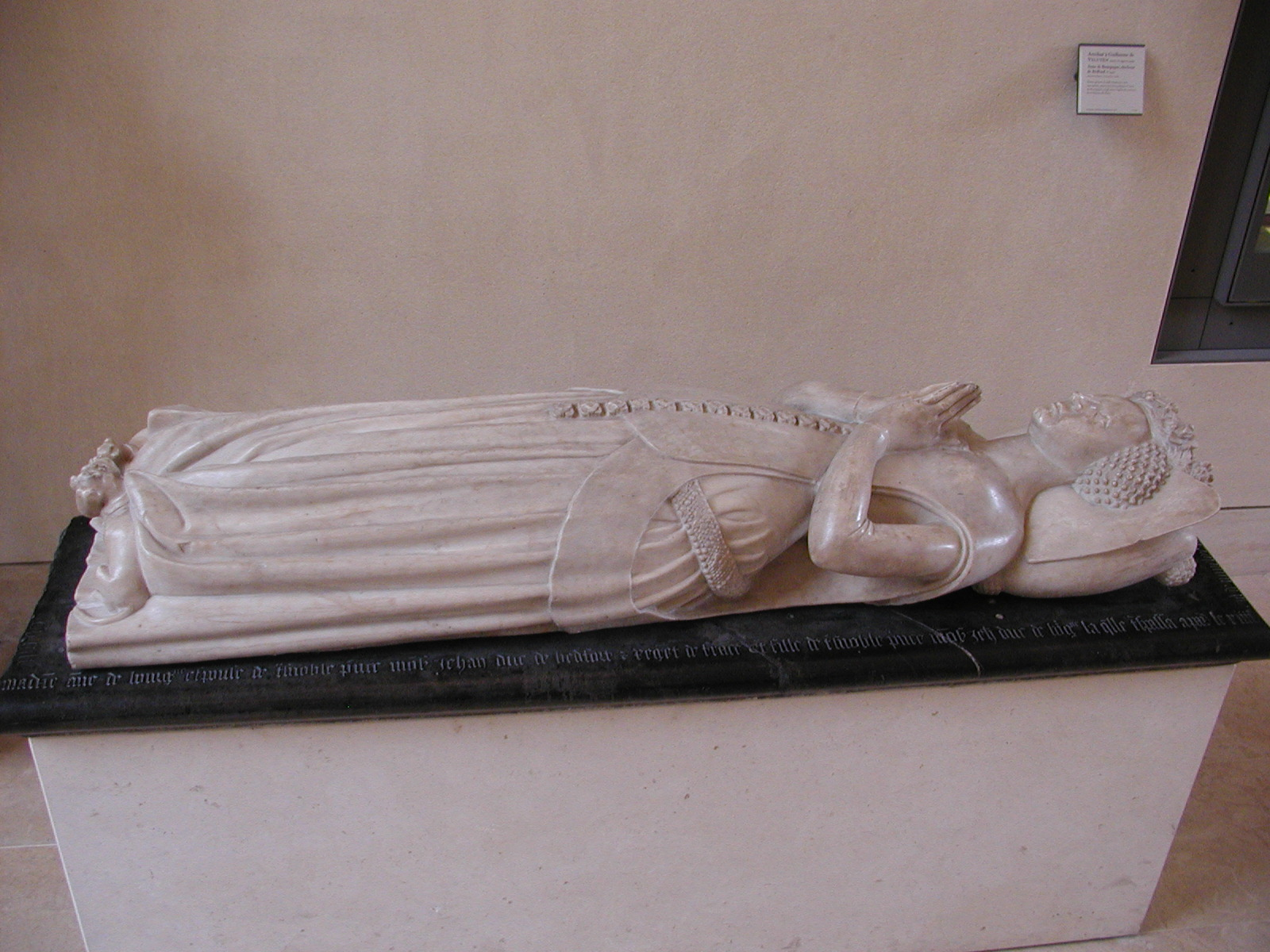
Gisant van Anna van Bourgondië
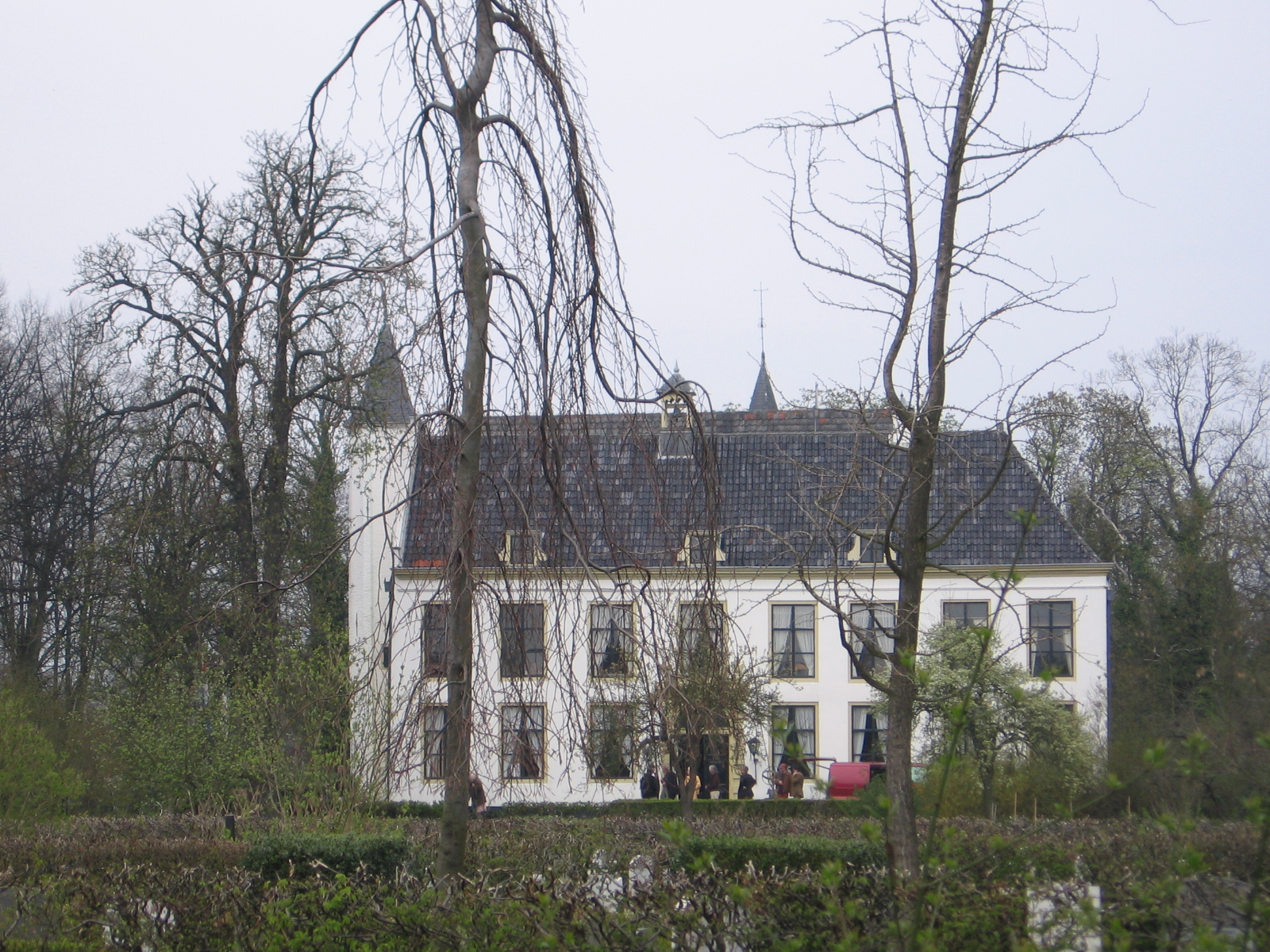
Kasteel van Rhoon (gebouwd 1432)
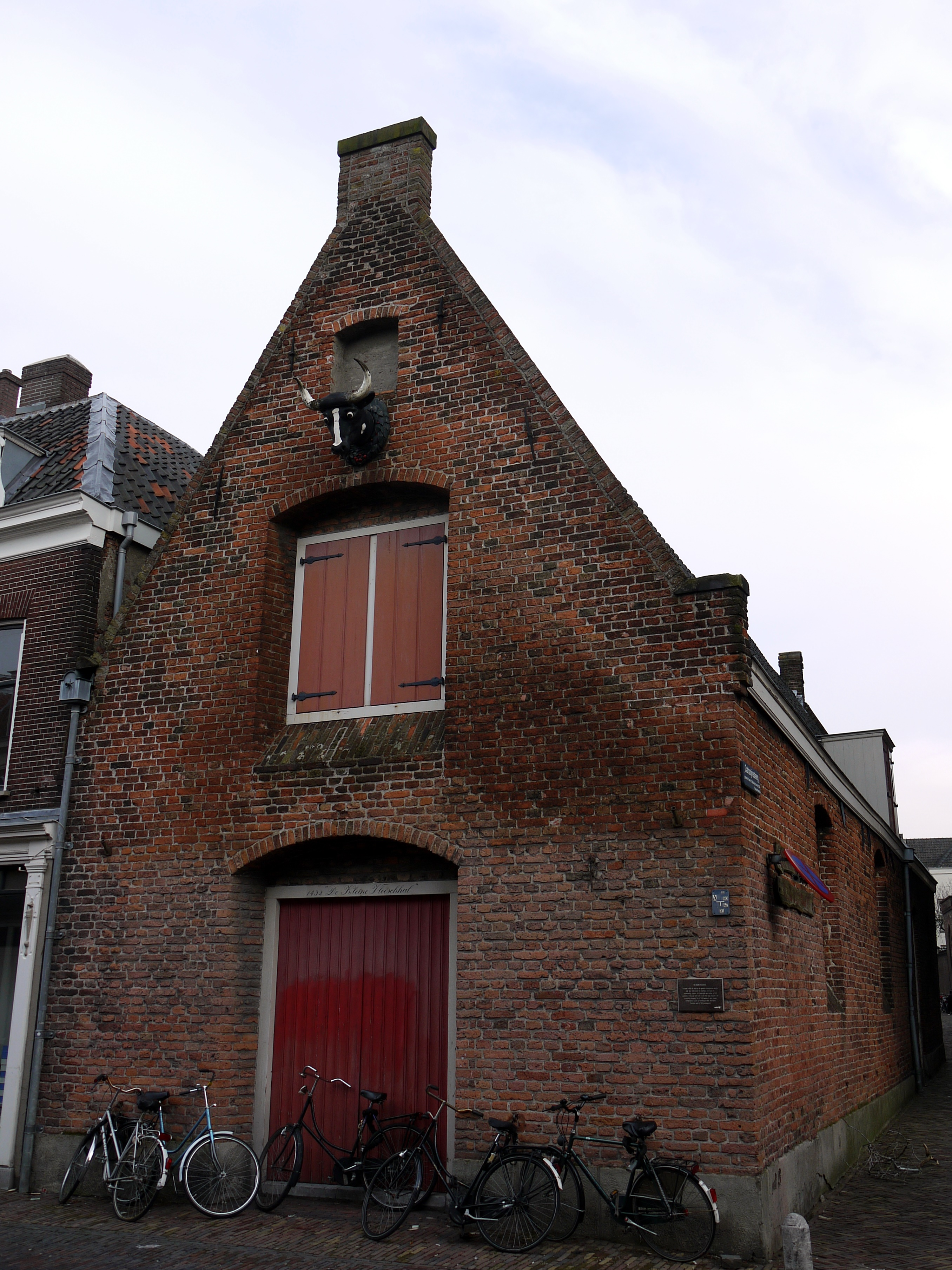
Kleine Vleeshal, Utrecht

## Geboren
- 15 januari - Alfons V, koning van Portugal (1438-1481)
- 23 februari - Jan van Veerdeghem, Vlaams ridder
- 1 maart - Isabella van Coimbra, echtgenote van Alfons V
- 30 maart - Mehmet II, sultan van de Ottomanen (1444-1446, 1451-1481)
- 12 april - Anna van Oostenrijk, Oostenrijks edelvrouw
- 15 augustus - Luigi Pulci, Italiaans dichter
- Albrecht I van Beieren-Schagen, Hollands edelman
- Alvise da Cadamosto, Venetiaans handelaar
- Nicolaas Clopper jr., Bourgondisch geschiedschrijver
- Hojo Soun, Japans daimyo
- Innocentius VIII, paus (1484-1492)
- Tommaso Portinari, Florentijns bankier
- Romboud De Doppere, Vlaams kroniekschrijver (jaartal bij benadering)

## Overleden
- 1 januari - Alexander de Goede, vorst van Moldavië
- 2 februari - Elisabetta Visconti (~57), Italiaans edelvrouw
- 29 februari - Janus, koning van Cyprus (1398-1432)
- 29 juni - Karel van Beaumont (~70), Navarrees edelman
- 29 september - Antoon van Toulongeon (~47), Bourgondisch edelman
- 19 oktober - John de Mowbray (~40), Engels edelman
- 14 november - Anna van Bourgondië (~28), Bourgondisch edelvrouwd
- Andreas van Toulongeon, Bourgondisch edelman
- Francesco Bussone da Carmagnola (~42), Italiaans militair
- Gyaltsab Je (~68), Tibetaans geestelijke
- Dragpa Gyaltsen (~58), heerser van Tibet (1385-1432)
- Kong Kham, koning van Lan Xang (1431-1432)
- Buonaccorso Pitti, Florentijns geschiedschrijver (jaartal bij benadering)